# Tingui-botós
Os Tingui-botós são um grupo indígena brasileiro que habitam ao sul da serra do Cachimbo, na Área Indígena Tingui Botó, nos limites do município de Feira Grande, no estado de Alagoas.

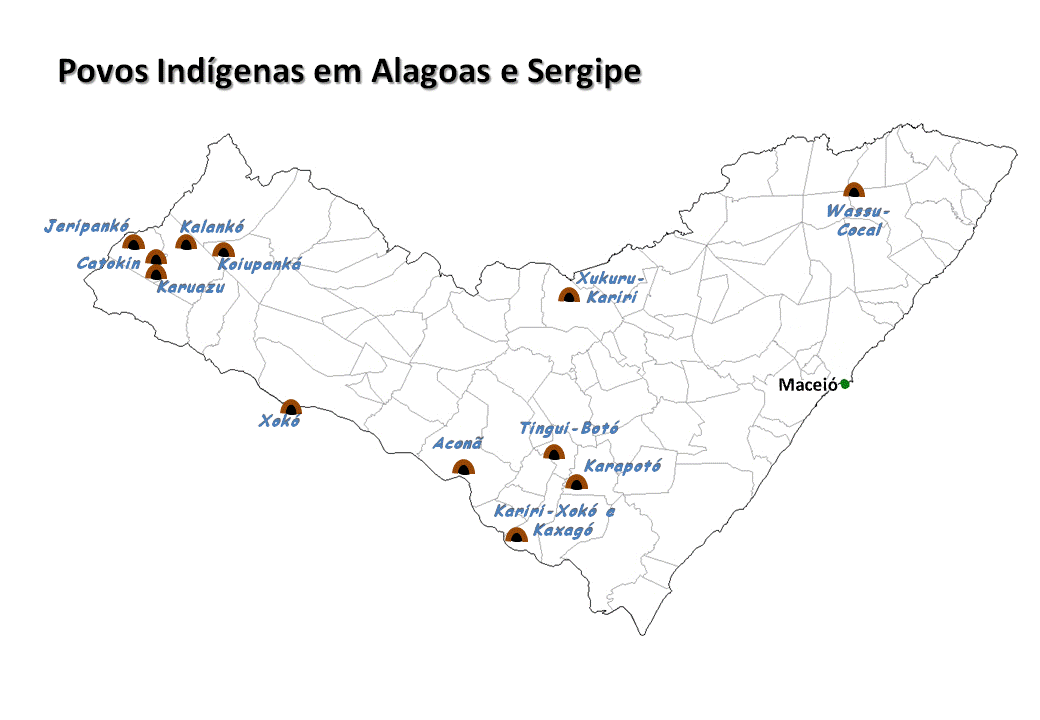
Povos Indígenas em Alagoas e Sergipe.